# Alchemilla bolusii
Alchemilla bolusii é uma espécie de rosácea do gênero Alchemilla, pertencente à família Rosaceae.